# Caudron Type D
Dimensions
Le Caudron Type D était un avion biplan sesquiplan français d'avant la Première Guerre mondiale, monoplace, bipoutre, à moteur travaillant en traction. 
C'était une version proche mais légèrement plus petite du biplace Caudron Type C. 
Plus d'une douzaine ont été produits, un exporté vers le Royaume-Uni, où ils peuvent également avoir été construits sous licence, et trois vers la Chine.

## Histoire
Le Type D est apparu pour la première fois en décembre 1911 et au total treize ont été construits. Parmi ceux-ci, un a été vendu en Angleterre et trois autres en Chine, tous sesquiplans. 
Les avions chinois avaient le moteur le plus puissant, un 6 cylindres radial Anzani de 45 ch (33 kW). Ce moteur (alésage : 120 mm, course : 130 mm, cylindrée : 4,4 litres) était monté non capoté, mettant en évidence son échappement annulaire caractéristique. 
L'un des avions, à l'origine un Type A bis modifié en Type D, a conservé son moteur Gnome Omega 7 cylindres rotatif de 50 ch (37 kW) avec un capot déflecteur d'huile sur la moitié supérieure s'étendant vers l'arrière, monté sur le fuselage avant,.
Un Type D animé par un 6 cylindres Anzani, de plus grande cylindrée produisant 60 ch (44 kW), a été livré le 21 juin 1912 depuis Paris par Maurice Guillaux (1883-1917) à M. Ramsay à Londres, soit 340 km. L'appareil avait une nacelle plus longue qui pouvait accueillir deux personnes, surélevée juste devant le cockpit. Elle était suspendue entre les jambes de force interplan les plus internes, comme le Type B plutôt que comme le Type C. Caudron faisait référence à cette version comme étant le « Type D2 ». Avec des réservoirs de 125 l il avait une autonomie de 3 heures. Un deuxième type D2 a été construit pour Philippe Marty (1893-1914),.
On ne sait pas combien d'avions ont été construits au Royaume-Uni par Ewen Aviation ou son successeur, la British Caudron Co Ltd, ni les types particuliers construits dans ce pays, bien que l'un d'eux soit propulsé par un Anzani de 30 à 35 ch (vraisemblablement le 3 cylindres en Y) et utilisé à l'école de pilotage d'Ewen à Hendon. Il était principalement piloté par des débutants pour faire de courts sauts en ligne.

## Description
À la fin de 1911, l'Écossais William Hugh Ewen (1879-1947) a acquis le droit de fournir des aéronefs Caudron au Royaume-Uni. Dans le catalogue 1913 de la W.H.Ewen Aviation Co Ltd, le type D monoplace apparaît sur la page intitulée Type C. Bien que ce dernier soit un biplace, les deux types semblent avoir été étroitement liés. Les deux étaient des biplans double poutres à moteur agissant en traction. À l'origine, ils avaient des surfaces alaires supérieures et inférieures égales, mais ils ont ensuite été modifiés en sesquiplans. Les deux étaient avec moteur et pilote dans une nacelle se terminant en pointe vers l'arrière. Le Type D était un peu plus petit et plus léger que le Type C, et dans les premiers mois de sa production, était propulsé par un moteur 3 cylindres Anzani de faible puissance (35 ch (26 kW)). Après conversion en sesquiplan, le rapport d'envergure supérieure / inférieure du Type D était plus petit que celui du Type C.
Le Type D était un biplan à deux baies avec une baie intérieure de seulement environ la moitié de la largeur de la baie extérieure. Les deux ailes recouvertes de tissu sur un longeron avaient des plans rectangulaires à part des extrémités biseautées. Il n'y avait pas de décalage, donc les deux ensembles d'entretoises interplans étaient parallèles et verticaux. Le porte-à-faux supérieur de l'aile était soutenu par des paires parallèles supplémentaires de jambes de force interplans inclinées vers l'extérieur. Des contreventements métalliques complétaient la structure. Les longerons des ailes étaient en avant de la mi-corde, la partie arrière de l'aile étant nervurées et flexibles, afin de permettre le contrôle du roulis par gauchissement de l'aile.
La nacelle était une structure simple, courte et aplatie, soutenue au-dessus de l'aile inférieure par deux autres paires d'entretoises interplans qui passaient à l'intérieur de la nacelle. Le moteur Anzani était monté non capoté à l'avant, le pilote étant assis derrière lui sous le bord de fuite.
L'empennage du Type D s'appuyait sur une paire de poutres disposées parallèlement les unes aux autres dans le plan. Les éléments supérieurs de la poutre étaient fixés aux longerons supérieurs de l'aile au sommet des entretoises interplans les plus internes et les éléments inférieurs passaient sous l'aile inférieure, montés sur des extensions vers le bas des entretoises interplans internes. Ce montage était renforcé par deux entretoises diagonales de chaque côté, l'une partant de la base de la jambe interplan avant à la pointe incurvée vers le haut de l'élément inférieur et l'autre unissant la jambe interplan arrière à la jonction de l'élément inférieur et de sa première traverse verticale. 
Chacune des poutres inférieures, soutenait l'avion au sol comme un patin et portait chacune à l'avant un train d'atterrissage à roues jumelées à amortisseurs en caoutchouc. Derrière l'aile, les poutres supérieures et inférieures convergeaient vers l'arrière. Il y avait trois entretoises verticales sur chaque poutre, mais les seules traverses transversales latérales se trouvaient près de la queue, bien qu'il y ait des contreventements en corde à piano. La partie horizontale de l'empennage à corde large était montée un peu en dessous de l'élément supérieur de la poutre avec une paire de gouvernails rectangulaires à coins ronds au-dessus.
Avec leur groupe motopropulseur Anzani 3 cylindres en étoile de 26 kW (35 ch) ou Anzani 6 cylindres en étoile de 30 ou 34 kW (40 ou 45 ch) ou Gnome 6 cylindres rotatif de 37 kW (50 ch) entrainant une hélice bipale, les Caudron Type D atteignaient les 500 m d'altitude en 10 min.

## Galerie

Les différentes motorisations des Caudron Type D.
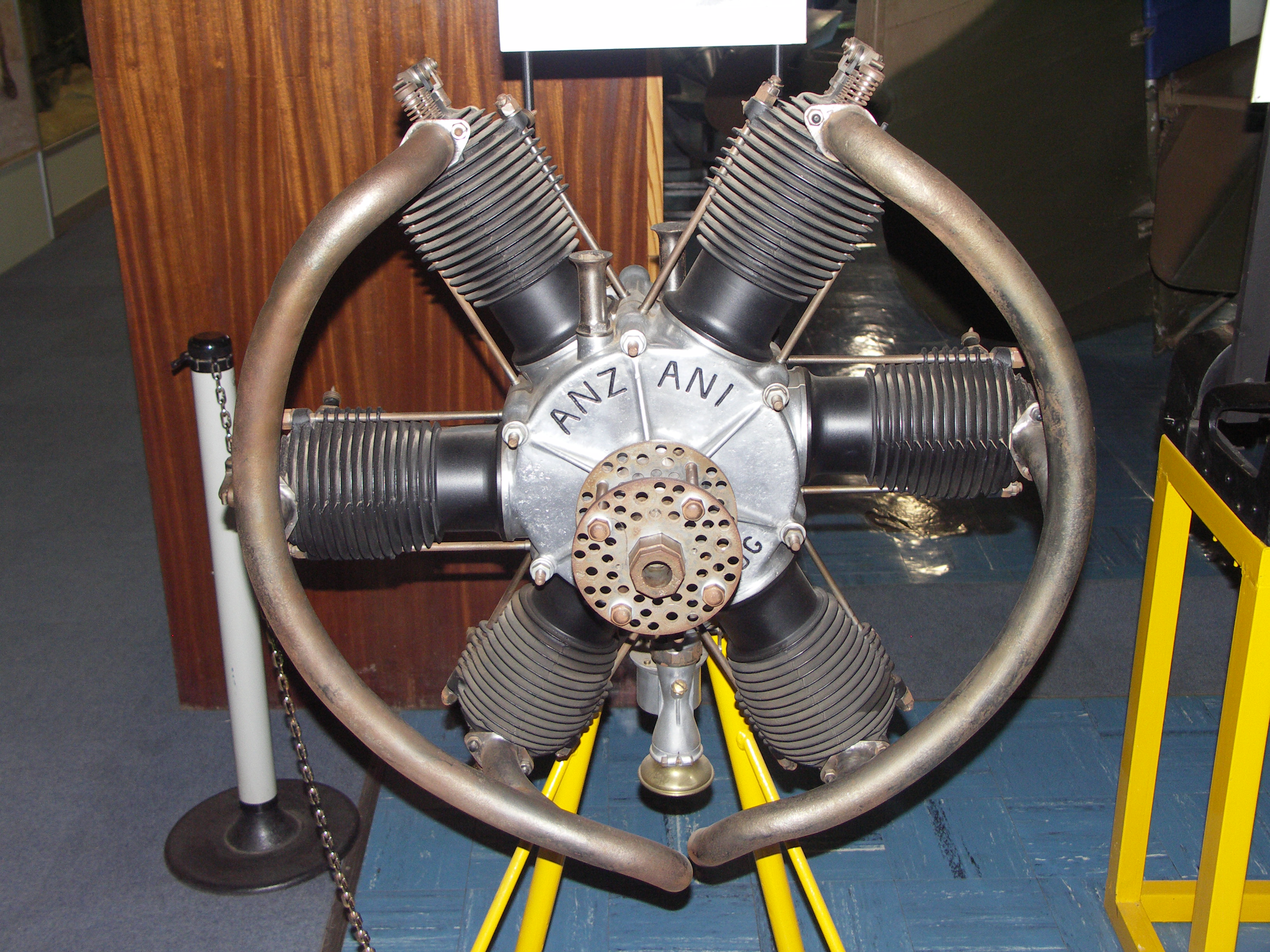
Le 6 cylindres en étoile Anzani de 45 ch.
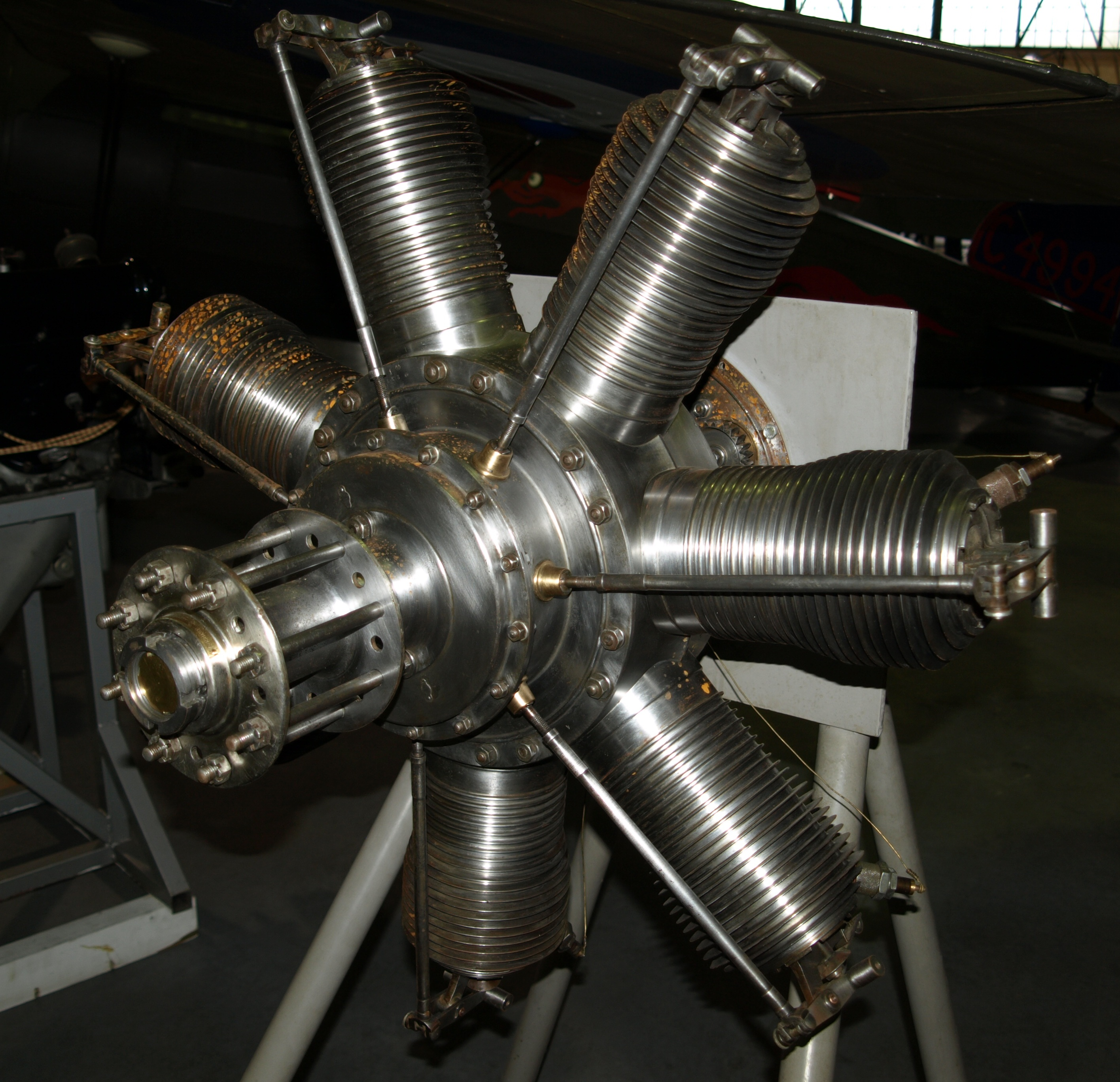
Le 7 cylindres rotatif Gnome Omega de 50 ch.
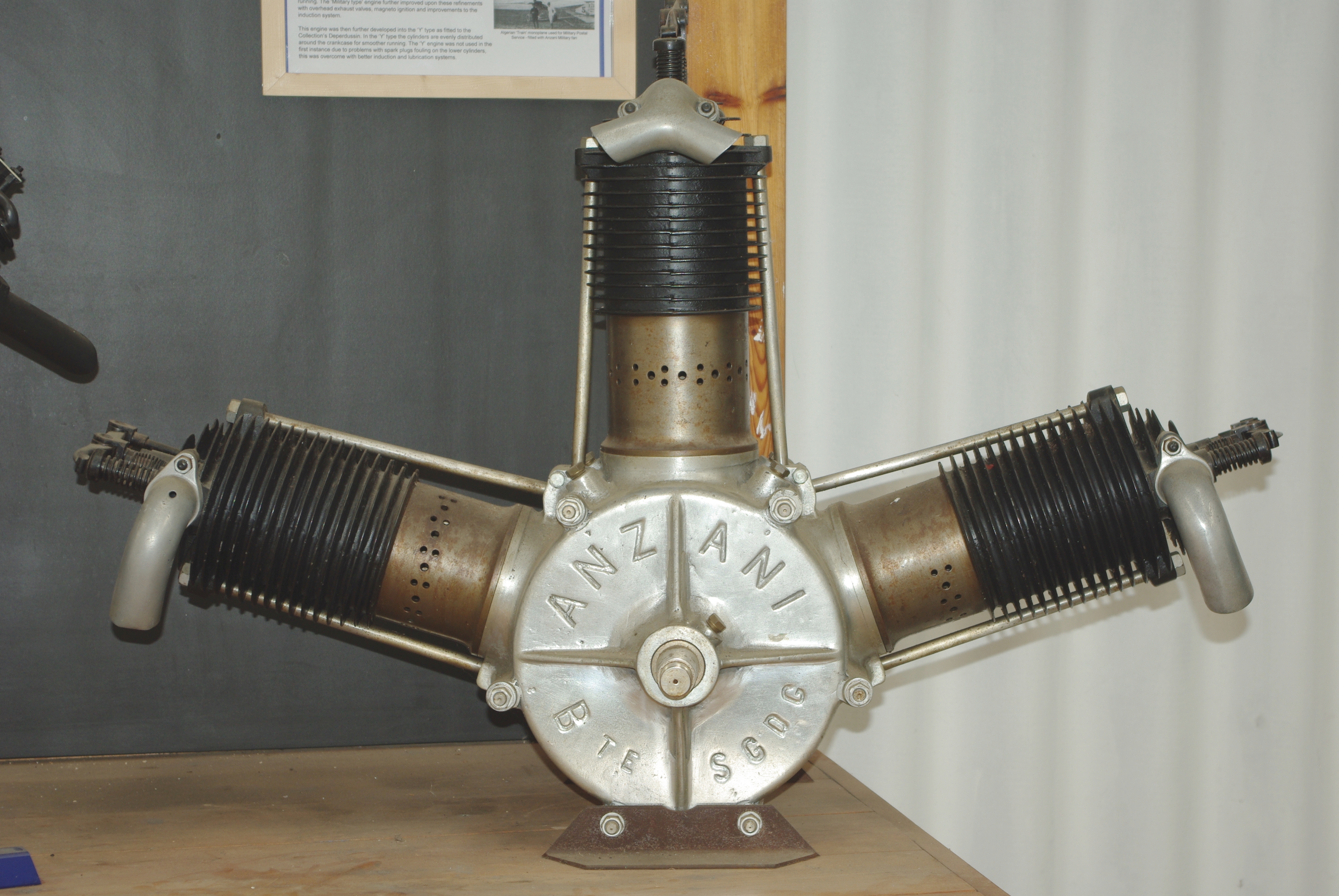
Le 3 cylindres en Y Anzani de 35 ch.

## Opérateurs
- France
- Royaume-Uni
- Chine